# スズキ・RE-5
RE-5（アールイー-ファイブ）とは、スズキ株式会社（当時の社名は「鈴木自動車工業株式会社」）が1973年に発表し、翌年より日本国外への輸出が開始されたオートバイ。日本製の自動二輪車で唯一市販化が実現した、ロータリーエンジン搭載モデルである。

## 概要
1970年代、ロータリーエンジンはその理論の優秀さからレシプロエンジンに代わる未来のエンジンとして将来性を高く評価されており、当時はスズキだけでなく、ホンダやヤマハ、カワサキなど、日本の主要二輪車メーカーも次々と試作車を開発し、テストを繰り返していた（試作車で有名なものでは、ヤマハがヤンマーディーゼルと共同開発し、1972年の第19回東京モーターショーで発表された「RZ201」などがある）。しかしエンジン本体から発せられる大量の熱への対策や当時の素材技術など、ロータリーエンジンの実用化へ向けた開発には様々な困難が存在し、スズキ以外の国内メーカーは商品化・実用化を断念していた。
その中で、RE-5は唯一市販化を達成したモデルとなった。しかし、ロータリーエンジンの排気量の換算を行うと、当時の日本国内市販車の排気量の自主規制値である750ccを超えてしまうために日本国内市場では販売できないとして、輸出仕様車として日本国外でのみ販売されることとなった。なお、日本国外から逆輸入されたRE-5は497ccで登録された。
ロータリーエンジンの開発は、他社同様NSUから基本特許を購入して開発が進められた。しかし一足先に製品化を進めていたマツダが周辺特許を多数申請しており、スズキが独自に開発した技術であっても抵触する可能性が高くなった。1974年、スズキはNSUを通じてマツダに特許を有償譲渡するよう交渉を行っている。

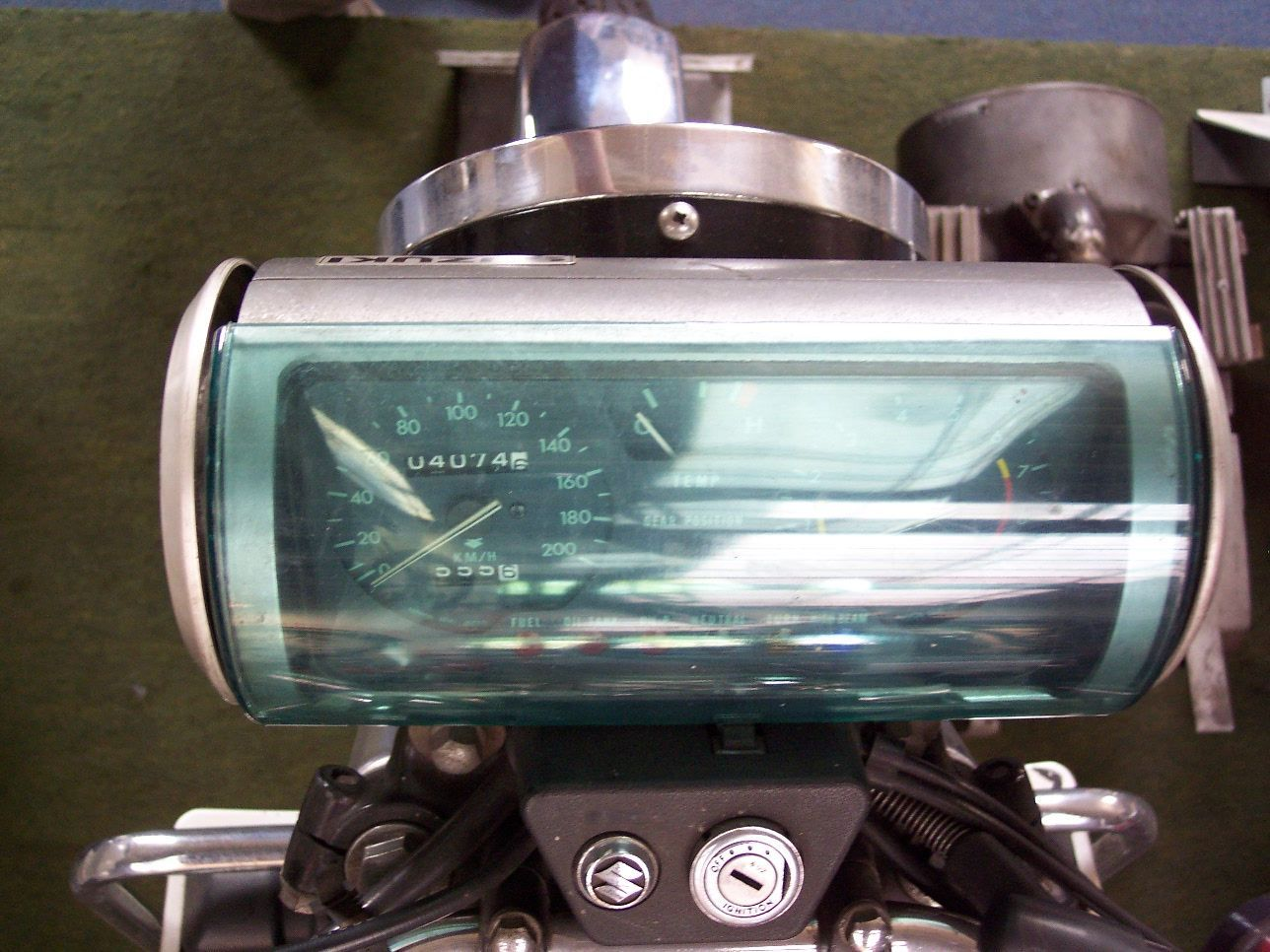
特徴的なメーターハウジング

車体のデザインは、イタリア人デザイナー、ジウジアーロによって手掛けられた斬新なものであった。そのデザインで最も目を引くのは、ヘッドライトケースの上に横置きされた、「茶筒」と称された円筒形のメーターハウジングである。メーター内には速度計と回転計の他、発光ダイオードを採用したギアポジションインジケーターと水温計、各種灯火類インジケーターが並んでいた。また、このメーターハウジングにはバネ仕掛けの機械式で開閉するプラスチック製のカバーが付いており、メインキーをオンにすると開く仕組みのものであった。(閉じる際は手動である。)ただしこのメーターは、1975年のマイナーチェンジで一般的な2連式のものに変更された。
ロータリーエンジン独特の全域でスムーズな回転フィールとフラットなトルク特性が、ツーリングモデルとしてユーザーから高い評価を受けた反面、ロータリー搭載車特有の燃費の悪さにオイルショックが重なってしまい、輸出台数は低迷。結局2年間で僅かな台数（6,000台程度）が生産・輸出されただけにとどまる結果となってしまった。
商業的には失敗といえる結果となったが、ロータリーエンジンが発する大量の熱を処理するための多様な冷却構造の採用など工業的には目を見張る点も多く、その後のスズキのエンジン作りに大きな影響を与えることとなった。特にこのエンジンでスズキとして初採用された油冷システムは、この後のGSX-Rシリーズにも採用されることとなった。

## 車両解説
搭載されるエンジンはハウジングを水冷、ローター内を油冷の2系統とした単室容積497ccのシングルロータリー。吸気には低速から高速までスムーズな特性を得るため、2ポートの多孔式ペリフェラルポートを採用。これら2つのポートはバタフライバルブで仕切られており、低速域では小径のプライマリーポートのみが作動、高速域では大径のセカンダリーポートが作動する仕組みになっていた。キャブレターはプライマリー側に18mm、セカンダリー側に32mmのミクニ製ソレックスタイプが装備されている。また熱対策のため、エキゾーストパイプは冷却風取り入れ口を設けた2重構造の2本出しを採用、さらには巨大なラジエーターと電動冷却ファンが採用されていた。また、このエンジンには分解修理が想定されていなかったのか、クランクケースがワイヤーで封印されていたと言う。
ハンドルバーはフラットなコンチネンタルタイプと870mm幅のアップタイプの2種類が用意され、ホイールはアルミ合金製リムを採用したスポークタイプである。ブレーキは同社の大型2サイクルエンジン搭載モデル「GT750」用のものをそのまま流用し、ボトムケースの前側にシングルキャリパーを装着するダブルディスク、リアブレーキはドラムとなっていた。